# Списак река у Румунији
Ово је списак река у Румунији. Сви водотоци у Румунији припадају сливу Црног мора од којих већина у њега доспева преко Дунава (осим неколико река у Добруџи). Дунав је и најдужа река са 1.075 километара дужине само на територији Румуније, а најдужа река која целим својим током протиче кроз Румунију је Олт са дужином од 615 km.
Речна мрежа Румуније може се поделити на 5 група:
- Западна група обухвата реке које се сливају у Тису (Сомеш, Криш, Мориш итд.)
- Југозападна група обухвата банатске реке које се сливају у Тису (Бегеј) и Дунав (Тамиш, Караш, Нера)
- Јужна група обухвата реке на југу земље које се сливају у Дунав (Жију, Олт, Ведеа, Арђеш, Јаломица итд.)
- Источна група обухвата реке Сирет и Прут и њихове притоке
- Група река Добруџе обухвата мале реке које се уливају у Црно море преко лимана или лагуна (Касимча, Таица, Телица, Слава)

- Веће реке Румуније
- Хидрографска карта Румуније

## Најдуже реке
У табели испод дат је списак најдужих река у Румунији са приказаном дужином река и површином слива само на територији Румуније према подацима Института за географију.
| Слика | Назив        | Румунски назив | Дужина (km) | Слив () | Ушће         |
| ----- | ------------ | -------------- | ----------- | ------- | ------------ |
|       | Дунав        | Dunărea        | 1.075       | 33.250  | Црно море    |
|       | Мориш        | Mureș          | 761         | 27.890  | Тиса         |
|       | Прут         | Prut           | 742         | 10.990  | Дунав        |
|       | Олт          | Olt            | 615         | 24.050  | Дунав        |
|       | Сирет        | Siret          | 559         | 42.890  | Дунав        |
|       | Јаломица     | Ialomița       | 417         | 10.350  | Дунав        |
|       | Сомеш        | Someș          | 376         | 15.740  | Тиса         |
|       | Арђеш        | Argeș          | 350         | 12.550  | Дунав        |
|       | Жију         | Jiu            | 339         | 10.080  | Дунав        |
|       | Бузау        | Buzău          | 302         | 5.264   | Сирет        |
|       | Дамбовица    | Dâmbovița      | 286         | 2.824   | Арђеш        |
|       | Бистрица     | Bistrița       | 283         | 7.039   | Сирет        |
|       | Жижија       | Jijia          | 275         | 5.757   | Прут         |
|       | Тарнава      | Târnava        | 246         | 6.253   | Мориш        |
|       | Тамиш        | Timiș          | 244         | 5.673   | Дунав        |
|       | Кришул Алб   | Crișul Alb     | 234         | 4.240   | Кришул Дублу |
|       | Ведеа        | Vedea          | 224         | 5.430   | Дунав        |
|       | Тарнава Маре | Târnava Mare   | 223         | 3.666   | Тарнава      |
|       | Молдова      | Moldova        | 213         | 4.299   | Сирет        |
|       | Барлад       | Bârlad         | 207         | 7.220   | Сирет        |
|       | Тарнава Мика | Târnava Mică   | 196         | 2.071   | Тарнава      |
|       | Прахова      | Prahova        | 193         | 3.738   | Јаломица     |
|       | Њажлов       | Neajlov        | 186         | 3.720   | Арђеш        |
|       | Олтец        | Olteț          | 185         | 2.663   | Олт          |
|       | Сомешул Мик  | Someșul Mic    | 178         | 3.773   | Сомеш        |
|       | Сучава       | Suceava        | 173         | 2.298   | Сирет        |
|       | Бегеј        | Bega           | 170         | 2.362   | Тиса         |
|       | Аријеш       | Arieș          | 166         | 3.005   | Мориш        |
|       | Тротуш       | Trotuș         | 162         | 4.456   | Сирет        |

## Остале реке
- Баркау
- Бистрица (притока Шиа)
- Блахница
- Брзава
- Дринча
- Златица
- Караш
- Красна
- Крихала
- Кришул Негру
- Кришул Репеде
- Нера
- Совето
- Тополница
- Черна